# Roku, Inc.
Roku, Inc. 是一家美国流媒体以及网络电视公司， 该公司主要生产网络机顶盒和电视，並且將技术授权给其他制造商，該公司還擁有流媒体網絡平台。 此外，该公司还有自己的免费广告支持网络电视，并生产智能音箱和智慧家庭设备等消费电子产品。 
Roku成立于2002年。2008年，Roku推出了首款可播放Netflix的网络机顶盒。 